# Alberto Ferrarini
Alberto Ferrarini (Mantova, 17 febbraio 1955) è un chitarrista e polistrumentista italiano, consulente informatico per applicazioni musicali.
Nel corso della sua carriera ha collaborato con artisti di diversa estrazione musicale, quali Adriano Celentano, Bobby Solo, Patty Pravo, Fausto Leali, Eduardo De Crescenzo, Fabio Concato, Mauro Negri, Billy Cobham, I Ribelli di Gianni Dall'Aglio ed altri.
In campo informatico musicale collabora lungamente con la ditta Charlie Lab, partecipando attivamente allo sviluppo e commercializzazione di tutti i prodotti. A nome della ditta Charlie Lab, nel 1994 durante il NAMM Show di Los Angeles, riceve il riconoscimento internazionale "Editors Choice", dalla prestigiosa rivista "Electronic Musician", per il controller MIDI "DIGITAR".
Dal 2007 collabora con la ditta Electronic Sound Solutions, sempre nel campo dell'informatica musicale.